# Вестон (Техас)
Вестон (англ. Weston) — місто (англ. city) в США, в окрузі Коллін штату Техас. Населення — 283 особи (2020).

## Географія
Вестон розташований за координатами 33°19′10″ пн. ш. 96°40′30″ зх. д. / 33.31944° пн. ш. 96.67500° зх. д. (33.319568, -96.674943).  За даними Бюро перепису населення США в 2010 році місто мало площу 13,48 км², з яких 13,35 км² — суходіл та 0,13 км² — водойми. В 2017 році площа становила 11,35 км², з яких 11,25 км² — суходіл та 0,10 км² — водойми.

## Демографія
Згідно з переписом 2010 року, у місті мешкали 563 особи в 217 домогосподарствах у складі 176 родин. Густота населення становила 42 особи/км².  Було 237 помешкань (18/км²).
Расовий склад населення:
| - 91,3 % — білих - 0,9 % — чорних або афроамериканців - 0,2 % — вихідців з тихоокеанських островів - 3,9 % — осіб інших рас |

До двох чи більше рас належало 3,7 %. Частка іспаномовних становила 11,4 % від усіх жителів.
За віковим діапазоном населення розподілялося таким чином: 18,3 % — особи молодші 18 років, 67,0 % — особи у віці 18—64 років, 14,7 % — особи у віці 65 років та старші. Медіана віку мешканця становила 49,0 року. На 100 осіб жіночої статі у місті припадало 103,2 чоловіків;  на 100 жінок у віці від 18 років та старших — 102,6 чоловіків також старших 18 років.
Середній дохід на одне домашнє господарство  становив 92 371 долар США (медіана — 69 375), а середній дохід на одну сім'ю — 105 303 долари (медіана — 87 917). За межею бідності перебувало 2,8 % осіб, у тому числі 0,0 % дітей у віці до 18 років та 3,6 % осіб у віці 65 років та старших.
Цивільне працевлаштоване населення становило 162 особи. Основні галузі зайнятості: науковці, спеціалісти, менеджери — 30,2 %, освіта, охорона здоров'я та соціальна допомога — 22,2 %, транспорт — 11,7 %, фінанси, страхування та нерухомість — 10,5 %.